# 甘肃政法大学
甘肃政法大学是位於中华人民共和国甘肃省兰州市的一所全日制公办政法公安类大学，学校也是立格联盟伙伴成员院校之一。

## 校史
甘肃政法大学前身是1956年创建的甘肃省政法干部学校，1984年升格为本科层次的甘肃政法学院:371。2019年，中华人民共和国教育部同意学校更名为甘肃政法大学。

## 外部連結
- 學校官網 （页面存档备份，存于）